# Luis Arreola
José Luis Arreola Ortiz (* 2. November 1938 in Orizaba, Veracruz) ist ein ehemaliger mexikanischer Fußballspieler.

## Leben
Arreola stand von 1960 bis 1965 beim Zweitligisten Orizaba FC und die nächsten 6 Jahre beim ebenfalls in der zweiten Liga spielenden Puebla FC unter Vertrag.